# Grense Jakobselv
Grense Jakobselv (északi számi nyelven: Vuorjánjohka, finnül: Vuoremijoki)
kis település Norvégia északkeleti részén a Jakobselva folyó torkolatánál, a Barents-tenger partján, Finnmark megyében. A Kirkenesbe vezető úttól 54 kilométerre keletre található.

## Norvég-orosz határszakasz
A Jakobselva-folyó alkotja Norvégia és Oroszország között a természetes határvonalat. Itt található a norvég határőrség egyik laktanyája, ahonnan a határőrizetet ellátják. Mindezek ellenére nincs közúti, illetve egyéb határátkelő a településen.

## II. Oszkár király kápolna

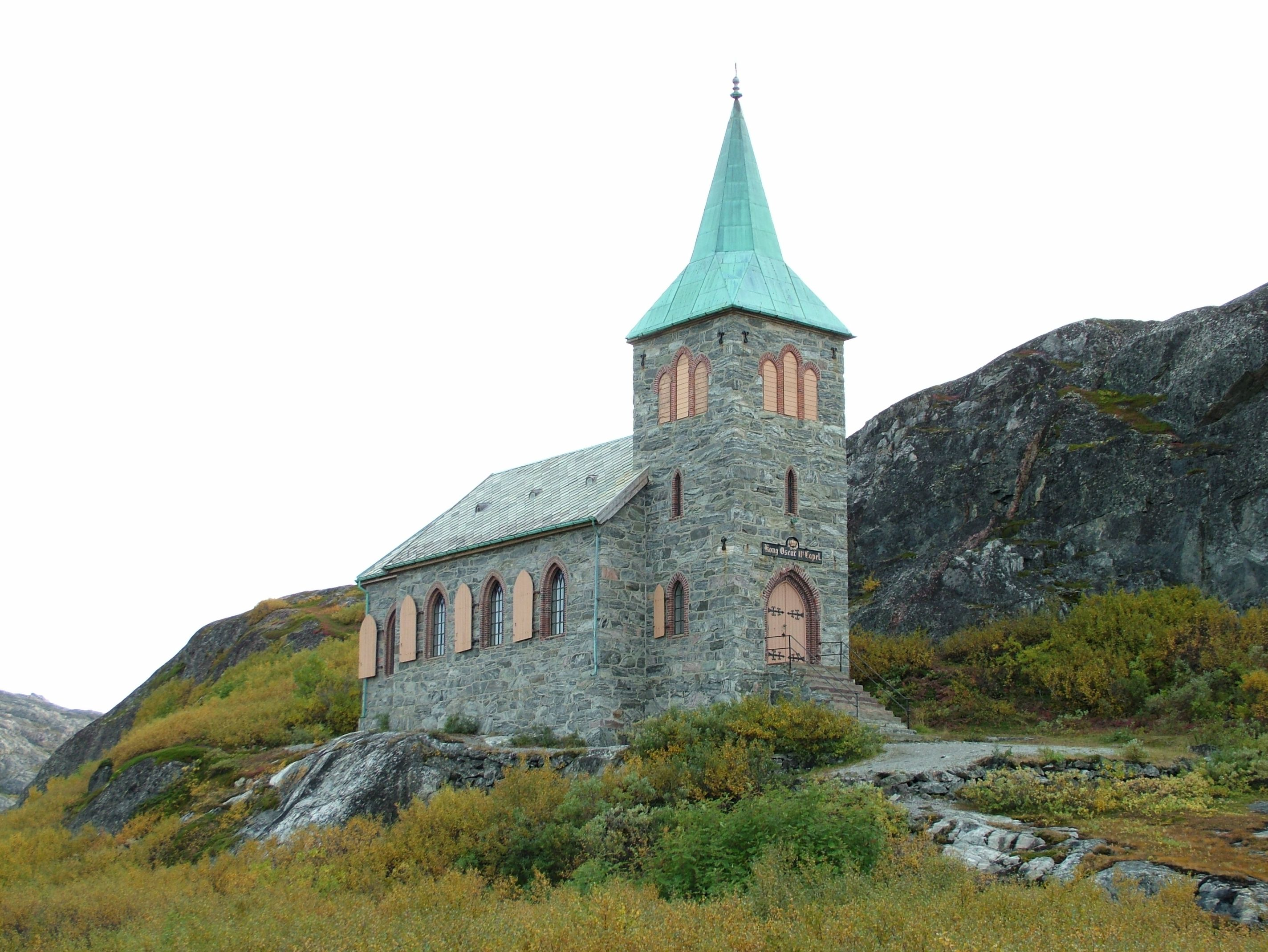
A II. Oszkár király kápolna

A II. Oszkár királyról elnevezett kápolnát 1869-ben építették. A kápolnát Norvégia területi igényeinek megerősítésére építették és nevezték el a Svédországban és Norvégiában uralkodó II. Oszkár királyról.

## Oslótól való távolság
Grense Jakobselv 2465 kilométernyi közúton érhető el a norvég fővárosból, ha kizárólag Norvégiában futó útvonalakat használunk. Ezen távolság mintegy 510 kilométernyivel lerövidíthető, ha igénybe vesszük a Finnországon, illetve Svédországon keresztülfutó útvonalakat is.

## Fordítás
- Ez a szócikk részben vagy egészben  a   Grense Jakobselv című angol Wikipédia-szócikk ezen változatának fordításán alapul.  Az eredeti cikk szerkesztőit annak laptörténete sorolja fel. Ez a jelzés csupán a megfogalmazás eredetét és a szerzői jogokat jelzi, nem szolgál a cikkben szereplő információk forrásmegjelöléseként.

## Külső hivatkozások
- Turisztikai információk
- Utazás a norvég-orosz határon - Norges Grensekommissær